# Thurø Rev
Thurø Rev este o arie protejată (arie specială de conservare — SAC, sit de importanță comunitară — SCI) din Danemarca întinsă pe o suprafață de 162 ha, integral pe uscat.

## Localizare
Centrul sitului Thurø Rev este situat la coordonatele 55°01′46″N 10°42′59″E / 55.029444°N 10.716389°E.

## Înființare
Situl Thurø Rev a fost declarat sit de importanță comunitară în august 2002 pentru a proteja un număr necunoscut de specii din flora spontană și fauna sălbatică aflate în arealul zonei. Situl a fost protejat și ca arie specială de conservare în decembrie 2011.

## Biodiversitate
Situată în ecoregiunile continentală și marină baltică, aria protejată conține 9 habitate naturale: Golfuri mici largi și golfuri puțin adânci, Salicornia și alte specii anuale care populează regiunile mlăștinoase și nisipoase, Pajiști uscate seminaturale și facies de acoperire cu tufișuri pe substraturi calcaroase (Festuco-Brometalia) (* situri importante pentru orhidee), Lagune de coastă, Lacuri eutrofice naturale cu vegetație de tip Magnopotamion sau Hydrocharition, Recifuri, Bancuri de nisip acoperite în permanență slab de apă marină, Pășuni atlantice udate de apa mării (Glauco-Puccinellietalia maritimae), Formațiuni ierboase bogate în specii de Nardus, dezvoltate pe substraturi silicioase în zone montane (și în zone submontane, în Europa continentală).
La baza desemnării sitului se află un număr nedeclarat de specii protejate.